# Styringomyia americana
Styringomyia americana är en tvåvingeart som beskrevs av Alexander 1914. Styringomyia americana ingår i släktet Styringomyia och familjen småharkrankar. Inga underarter finns listade i Catalogue of Life.